# Simón de Rojas Clemente y Rubio
Pour les articles homonymes, voir Rojas et Rubio.

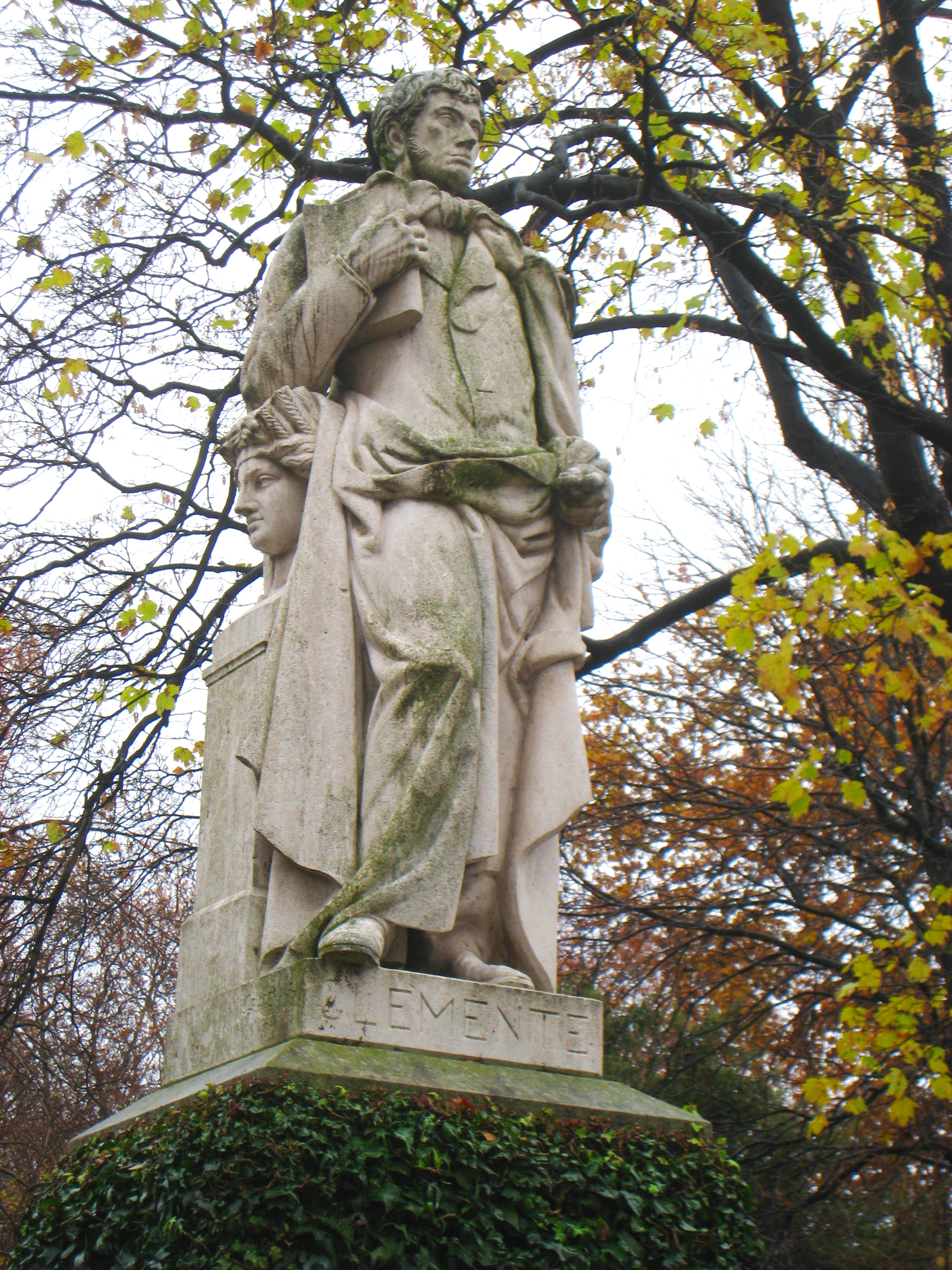
Statue de Simón de Rojas Clemente y Rubio dans le jardin botanique royal de Madrid.

Simón de Rojas Cosme Damián Clemente y Rubio est un botaniste espagnol né à Valence le 27 septembre 1777 et mort à Madrid le 27 février 1827.
Il est bibliothécaire du Jardin botanique royal de Madrid. Il est l'auteur d'un ouvrage sur la vigne en Andalousie.

## Publications
- Essai sur les variétés de la vigne qui poussent en Andalousie, traduit par le Marquis de Caumels, Paris, Imprimerie de Poulet, 1814. Traduction française par le marquis de Caumels des Ensayos sobre las variedades de la vid comun que vegetan en Andalucia, parus d'abord à Madrid en 1807. Le chapitre IV étudie quelques auteurs qui ont traité de viticulture : Caton l'Ancien, Varron, Columelle, Pline, Palladius, Isidore de Séville, Crescenzio, Gabriel Alonso de Herrera, Baccio, Liger, Garidel, Langley, Beguillet, Bidet, Henri Louis Duhamel du Monceau (1700-1782), François Rozier (1734-1793), etc. Description des variétés qui sont cultivées en Andalousie, avec leurs caractères, leur goût, leur usage.